# Gefillde

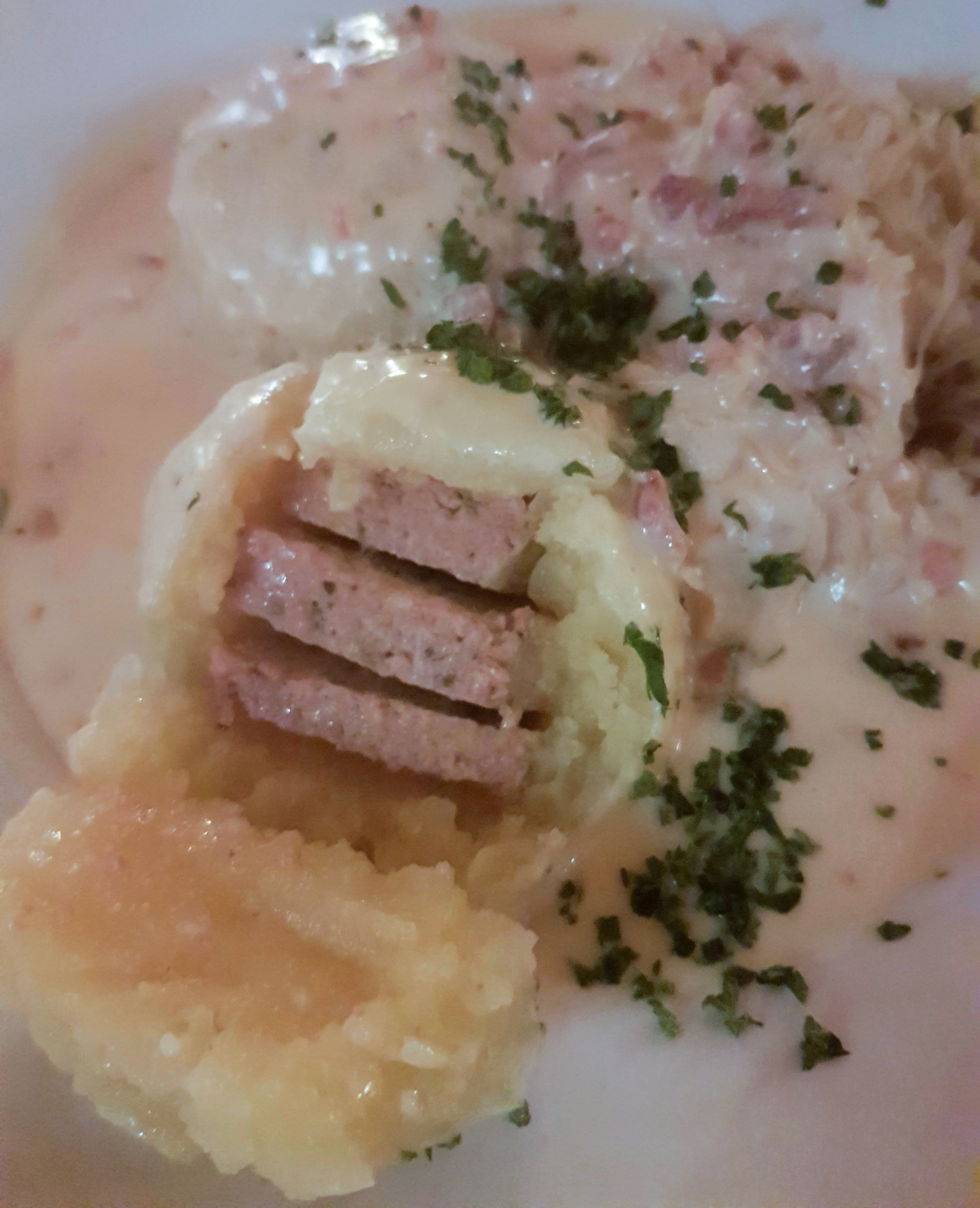
Kartoffelklöße gefüllt mit Leberwurst, mit Speck-Rahm-Sauce und Sauerkraut

Gefillde, auch Gefillde Knepp oder Gefillte Klees, sind gefüllte Kartoffelklöße aus rohen und gekochten Kartoffeln, die vor allem im Saarland und den angrenzenden rheinland-pfälzischen Gebieten als Spezialität gelten.
Die Füllung des Kloßes kann aus Schweine- oder Rinderhackfleisch sowie aus Leberwurst bestehen. Weitere Zutaten können gebratenes und gemahlenes Fleisch, eingeweichte Brötchen, Zwiebelwürfel, Petersilie und Lauch sein. Serviert wird die Speise traditionell mit Sauerkraut und einer Speck-Rahm-Sauce. Es gibt auch Varianten mit brauner Sauce, die meist zu besonderen Anlässen wie Ostern oder Weihnachten zubereitet werden. Bei diesem traditionellen Bergmannsgericht wurden sowohl die Klöße als auch die Zutaten für die Sauce selbst hergestellt, heute wird meist fertiger Kloßteig verwendet.
Ähnliche Gerichte auf Basis von Kartoffelmehl, jedoch ohne Füllung sind Hoorische (aus dem gleichen Teig), Mehlknepp/Geheirade (Mehlklöße) und Schneebällchen (lockere, luftige Kartoffelklöße).